# Bas Kortmann
Sebastianus Constantinus Johannes Josephus (Bas) Kortmann (Weert, 25 juli 1950) is een Nederlands jurist en voormalig rector magnificus van de Radboud Universiteit Nijmegen.
Hij studeerde rechten aan de Rijksuniversiteit Groningen en promoveerde in 1977 aan de Katholieke Universiteit Nijmegen (KUN) cum laude op het proefschrift Derden-werking van aansprakelijkheidsbedingen. Hierna was hij in Nijmegen werkzaam als wetenschappelijk medewerker en advocaat. In 1984 werd hij benoemd tot hoogleraar Burgerlijk recht aan de KUN, als opvolger van Wim van der Grinten, zijn oude promotor. Van 1990 tot 2010 maakte hij deel uit van de raad van commissarissen van SNS Reaal. Van 2007 tot 2014 was hij rector magnificus van de Radboud Universiteit Nijmegen.
Kortmann werd gedecoreerd als Ridder in de Orde van de Nederlandse Leeuw. Zijn vader was politicus Constant Kortmann, zijn broer Constantijn was hoogleraar staatsrecht en zijn broer Yvo was burgemeester.